# Ardennen 1944
Ardennen 1944 ist ein US-amerikanischer Kriegsfilm aus dem Jahre 1956.

## Handlung
Zweiter Weltkrieg 1944: Irgendwo in Belgien versuchen amerikanische Soldaten aus dem Zug von Lieutenant Joe Costa einen schwerbewaffneten deutschen MG-Bunker auszuheben. Trotz der Zusicherung ihres Kompanieführers Captain Erskine Cooney wird ihnen die dringend notwendige Verstärkung versagt und viele von Costas Männer sterben.
Cooney ist ein feiger und unfähiger Offizier, der offenbar nur seinem Vater gefallen will, der hohe Anforderungen an seinen Sohn stellt. Der zunehmende und unnötige Verlust an Menschenleben bei den verschiedenen Unternehmungen der Kompanie untergräbt die Moral der Truppe und strapaziert die Geduld von Lt. Costa, einem mutigen und tapferen Soldaten. Sein Stellvertreter Lt. Harold Woodruff ist die Stimme der Vernunft, die den Frieden zwischen Costa und Cooney zu halten versucht. Woodruff und Costa werden von ihren Männern gemocht und respektiert.
Die beiden wissen, dass Cooney seine Position dem Bataillonskommandeur Lt. Col. Clyde Bartlett verdankt. Bartlett ist mit der Familie Cooney bekannt, seit er als 14-jähriger Büroangestellter bei Cooneys Vater, einem einflussreichen Richter, gearbeitet hatte. Der Richter und sein Einfluss können für Bartletts geplante politische Karriere nach dem Krieg sehr nützlich sein und so deckt er die feigen Aktionen seines Protegés Cooney.
Bei der Ardennenoffensive gelingt es den deutschen Truppen, die Front zu durchbrechen. Cooney bestimmt Lt. Costa als Führer eines Spähtrupps. Costa stimmt unter der Bedingung zu, dass Cooney und Woodruff versprechen, ihm im Notfall Verstärkung zu senden. Costa droht Cooney, dass er die Heimat nie wieder sehen werde, falls nur einer von Costas Männern getötet wird und er aus Feigheit versagen werde.
Costas Zug gerät bei der Unternehmung unter heftigen Beschuss der Waffen-SS, bei dem viele Männer sterben. Er und einige seiner Männer finden Zuflucht in einem Haus. Dort fordert Costa über Funk von Cooney Verstärkung an, doch Cooney zögert aus Feigheit, die ganze Kompanie einzusetzen. Woodruff gelingt es nicht, den Kompanieführer zu überzeugen.
Im Keller des Hauses finden Costa und seine Männer einen SS-Offizier und einen einfachen Soldaten. Im Verhör erfahren sie, dass die Deutschen Panzer und starke Truppenverbände einsetzen können. Costa befiehlt seinem Sergeant Tolliver und den restlichen Männern den Ausbruch. Lt. Costa läuft als Letzter los.
Tolliver erreicht den Kommandoposten Cpt. Cooneys und übergibt einen deutschen Gefangenen. Der Kommandeur Lt. Col. Bartlett kommt hinzu und erfährt, dass Cooney wieder seine Männer im Stich gelassen hatte. Bartlett macht Cooney klar, dass er bei der nächsten „Schweinerei“ nicht mehr von ihm gedeckt werden wird. Als Woodruff hört, dass Conney weiterhin als Kompaniechef eingesetzt wird, droht er Bartlett, die ganze Sache an General Parson zu melden.
Costa trifft endlich ein, aber auch deutsche Soldaten und Panzer nähern sich. Costa wird beim Versuch, Sgt. Tolliver und seinen Männern aus einer bedrohlichen Lage zu helfen, schwer verwundet. Cooney erreicht das von den Deutschen belagerte Haus, in dem sich Costas Männer befinden. Mehr tot als lebendig stolpert schließlich Costa in das Haus und will mit Cooney abrechnen. Qualvoll stirbt er, ohne sein Vorhaben umsetzen zu können. Nach einer darauffolgenden Auseinandersetzung Cooneys mit Costas Männern erschießt Woodruff schließlich den feigen Kompanieführer. Die verbleibenden Soldaten versichern Woodruff ihre Loyalität und wollen für ihn falsch aussagen. Der nun hinzugekommene Lt. Col. Bartlett akzeptiert die Falschmeldung der Soldaten und übergibt Woodruff das Kommando über die Kompanie. Er stellt ihm in Aussicht, dass er bald zum Captain befördert werde. Außerdem wolle er Woodruffs Drohung wegen seiner geplanten Meldung an den General vergessen. Er wolle jetzt dafür sorgen, dass Cooney posthum mit dem Distinguished Service Cross ausgezeichnet werde. Lt. Woodruff empört sich darüber, dass ein Feigling geehrt werden soll und wirft Bartlett vor, die ganze Sache deshalb so zu manipulieren, um von Cooneys Vater unterstützt zu werden. Bartlett ist unbekümmert und bemerkt, dass Woodruff eine Menge zu verlieren hat, wenn er die Geschichte bekannt macht.
Als der Lt. Col fort ist, geht Woodruff zurück ins Haus und funkt den Stab von General Parson an.

## Kritiken
„Eine realistisch-harte Kriegsepisode mit polemischer Note; psychologisch vertieft und glaubwürdig in der Darstellung.“

„Der Film überzeugt vor allem durch seine realistischen und oft schockierenden Bilder vom Krieg und vom Sterben. Dagegen ist die Figur des Captains Cooney ein wenig überzeichnet. Aldrich hat das offenbar selbst gesehen. In einem Interview erklärte er, er habe Cooney selbst auf die Gefahr einer Überzeichnung hin als verabscheuungswürdigen Sadisten darstellen wollen.“

„Amerikanischer Kriegsfilm über einen feigen Kompanieführer und das Schicksal seiner Kompanie. Unglaubwürdig und äußerst mangelhaft. Auf keinen Fall zu empfehlen.“

## Auszeichnungen
Der Film nahm am Wettbewerb der Internationalen Filmfestspiele von Venedig 1956 teil. Robert Aldrich wurde mit dem Kritikerpreis ausgezeichnet.